# 巴拿馬文件涉及的人物列表

受巴拿马文件波及的国家

此列表列出了在泄露自莫萨克—冯赛卡律师事务所的巴拿馬文件中各離岸公司的股東、董事及受益者。國際調查記者同盟（ICIJ）將於五月初公佈所有涉及人物的資料。
文件中部份人士已去世。

## 國家元首及政府首腦

### 揭發時任人物
- 毛里西奧·馬克里：阿根廷總統[1]
- 薩勒曼：沙特阿拉伯国王[1]
- 哈利法·本·扎耶德·阿勒納哈揚：阿聯酋總統及阿布扎比酋長[1]
- 彼得·波羅申科：烏克蘭總統[1]
- 西格蒙杜爾·戴維·貢勞格松：冰島總理（2016年4月5日因本文件辭職）[1]

### 揭發時已离任
- 貝娜齊爾·布托：巴基斯坦總理[1]
- 畢齊納·伊萬尼什維利：格魯吉亞總理[1]
- 伊亞德·阿拉維：伊拉克臨時政府總理[1]
- 阿里·阿布·拉吉卜：約旦首相[1]
- 哈邁德·本·哈利法·阿勒薩尼：卡塔爾埃米爾[1]
- 哈馬德·本·賈西姆·本·賈比爾·阿勒薩尼：卡塔爾首相[1]
- 艾哈邁德·米爾加尼（英语：Ahmed al-Mirghani）：蘇丹總統[1]
- 帕夫洛·伊萬諾維奇·拉扎連科：烏克蘭總理[1]
- 揚·斯圖爾扎（英语：Ion Sturza）：摩爾多瓦總理[3][4][5]
- 納瓦茲·謝里夫：巴基斯坦總理[6]（2017年7月28日辞职）

## 其他政府官員
阿尔及利亚
- 阿卜杜薩拉姆·布索雅納（阿拉伯语：عبد السلام بوشوارب）：工業和礦業部部長[1]

 安哥拉
- 若澤·馬里亞·博特略·德瓦斯康塞洛斯（英语：José Maria Botelho de Vasconcelos）：石油部長[1]

 阿根廷
- 內斯特·根達德（英语：Néstor Grindetti）：拉努斯市長[1]

- 伊恩·柯比（英语：Ian Kirby）：上訴法院主席及前總檢察長[1]

 巴西
- 若阿金·巴爾博薩（英语：Joaquim Barbosa）：前巴西最高法院主席及法官[7]
- 若昂·萊拉（英语：João Lyra）：巴西眾議院議員[1]

 柬埔寨
- 昂翁瓦塔納（英语：Ang Vong Vathana）：司法部大臣[8]

 智利
- 阿爾弗雷多·羅德里格斯·奧瓦列（西班牙语：Alfredo Ovalle Rodríguez）：情報機構助理、奧古斯圖·皮諾契特政權下秘密警察助理[1]

 刚果民主共和国
- 珍妮特·卡比拉（英语：Jaynet Kabila）：國民議會議員[9]

 刚果共和国
- 布魯諾·伊圖瓦（英语：Bruno Itoua）：科學研究和技術創新部部長、前剛果國家石油公司（英语：Société Nationale des Pétroles du Congo）主席[1]

- 加洛·奇里沃加（英语：Galo Chiriboga）：總檢察長[1]
- 佩德羅·德爾加多（英语：Pedro Delgado Campaña）：前厄瓜多爾中央銀行（英语：Central Bank of Ecuador）總督[1]

 法國
- 帕特里克·巴爾卡尼（英语：Patrick Balkany）：共和黨國民議會議員、勒瓦盧瓦佩雷市長[1]
- 杰羅姆·卡於扎克（英语：Jérôme Cahuzac）：前預算部長[1]
- 弗雷德里克·查狄倫（法语：Frédéric Chatillon）：商人、與馬琳·勒龐及國民陣線有聯繫[10]
- 尼古拉斯·科什（法语：Nicolas Crochet）：註冊會計師、與馬琳·勒龐及國民陣線有聯繫[10]
- 肖恩－馬琳·勒龐：馬琳·勒龐父親、前國民陣線主席[11]

 希腊
- 斯塔夫羅斯·帕帕斯塔維洛（英语：Stavros Papastavrou）：前總理科斯塔斯·卡拉曼利斯及安東尼斯·薩馬拉斯的顧問[1]

 匈牙利
- 索爾特·霍瓦特（英语：Zsolt Horváth (politician, 1964)）：國民議會前議員[12]

 冰島
- 比亞德尼·本尼迪克特森（英语：Bjarni Benediktsson (born 1970)）：財政部長（英语：Ministry of Finance (Iceland)）[1]
- 奧洛夫·努達爾（英语：Ólöf Nordal）：內政部長（英语：Minister of the Interior (Iceland)）[13]

 印度
- 阿努拉格·科基瓦爾（Anurag Kejriwal）：前樂撒德黨（英语：Lok Satta Party）德里支部主席[1]

- 卡爾帕納·拉瓦爾（英语：Kalpana Rawal）：肯亞最高法院副首席法官（英语：Deputy Chief Justice of Kenya）[1]

 馬爾他
- 康拉德·米西（英语：Konrad Mizzi）：能源及衛生部長[1]

 奈及利亞
- 約翰·艾波里（英语：James Ibori）：前三角州州長[1]

 巴勒斯坦
- 穆罕默德·穆斯塔法：前國家經濟部長[1]

 巴拿马
- 里卡爾多·弗蘭科利尼（英语：Riccardo Francolini）：國有儲蓄銀行前主席[1]

 秘魯
- 塞薩爾·阿爾梅達（César Almeyda）：國家情報部門部長[1]

 波蘭
- 帕維爾·皮斯科爾斯基（英语：Paweł Piskorski）：華沙前市長[1]

 卢旺达
- 伊曼紐爾·納達希羅（英语：Emmanuel Ndahiro）：準將、前情報機構主席[14]

 沙烏地阿拉伯
- 穆罕默德·本·納伊夫·本·阿卜杜勒-阿齊茲·阿勒沙特：沙地阿拉伯前王儲、內政部長（英语：Ministry of Interior (Saudi Arabia)）[15]

 英国
- 米高·阿什克羅夫特（英语：Michael Ashcroft）：已退休前英國上議院議員[16]
- 米高·馬泰什（英语：Michael Mates）：前保守黨國會議員[17]
- 帕梅拉·沙普（英语：Pamela Sharples, Baroness Sharples）：英國上議院議員[18]

 委內瑞拉
- 維克多·克魯斯·委夫爾（英语：Victor Cruz Weffer）：委內瑞拉軍隊前統帥[19]
- 畿實·維拉紐瓦（英语：Jesús Villanueva）：委內瑞拉石油公司前董事[20]

 尚比亞
- 阿旦·沙桑加（英语：Atan Shansonga）：前駐美國大使[21]

## 政府官員之親友
阿根廷
- 丹尼爾·穆尼奧斯（Daniel Muñoz）：前總統克里斯蒂娜·費爾南德斯·德基什內爾及內斯托爾·基什內爾親信[1]

- 總統伊利哈姆·阿利耶夫一家：包括梅赫里班·阿利耶娃、雷拉·阿利耶娃、海達爾·阿利耶夫（Heydar Aliyev）及謝維爾·阿利耶娃（Sevil Aliyeva）[1]

 巴西
- 伊達萊西奧·奧利維拉（Idalécio de Oliveira）：涉嫌賄賂巴西眾議院議長愛德華多·阿爾維斯（英语：Eduardo Cunha）者[1]

 加拿大
- 安東尼·默錢特（英语：Anthony Merchant）：参议员帕納·默錢特（英语：Pana Merchant）的丈夫.[22]

 中华人民共和国
- 邓家贵：现任中国共产党中央委员会总书记习近平的姐夫[1]
- 李小琳：前中华人民共和国国务院总理李鹏的女儿[1][23]
- 李圣泼：前中共中央政治局常委张高丽的女婿[24]
- Patrick Henri Devillers：法国人，前中共中央政治局委员兼重庆市委书记薄熙来的第二任妻子谷开来的合伙人[1]
- 賈薔：前中共中央政治局常委賈慶林女兒[25]
- 李紫丹（Jasmine Li）：前中共中央政治局常委贾庆林的外孙女[1]
- 李伯潭：前中共中央政治局常委賈慶林的女婿[26]
- 贾丽青：前公安部长贾春旺之女，现任中共中央政治局常委刘云山儿媳妇[24]
- 曾庆淮：前中共中央政治局常委曾庆红的胞弟[24]
- 胡德华：中华人民共和国企业家，前中共中央总书记胡耀邦三子[24]
- 陈东升：前中国共产党中央委员会主席毛泽东的外孙女婿[24]
- 栗小兵：中共第二代领导核心鄧小平的外甥女[26]
- 俞一平：中共第二代领导核心鄧小平之外甥女婿[26]

- 哈維爾·莫利納·博尼利亞（Javier Molina Bonilla）：國家情報秘書處（英语：National Intelligence Secretariat (Ecuador)）處長姆隆尼·瓦列霍前顧問[1]

 埃及
- 阿萊·穆巴拉克（英语：Alaa Mubarak）：前總統穆罕默德·胡斯尼·穆巴拉克之子[1]

 法國
- 克勞德·阿諾德（Arnaud Claude）：前總統尼古拉·薩爾科齊前同居伴侶[27]

- 約翰·阿多·庫福爾（英语：John Addo Kufuor）：前總統約翰·阿吉耶庫姆·庫福爾之子[1]

 几内亚
- 瑪瑪迪·孔戴（英语：Mamadie Touré）：前總統蘭薩納·孔戴遺孀[1]

- 塞薩爾·羅森塔爾（César Rosenthal）：前副總統海梅·羅森塔爾（英语：Jaime Rosenthal）之子[1]

 愛爾蘭
- 弗兰克·法兰纳瑞（英语：Frank Flannery）： political consultant and Fine Gael's former Director of Organisations and Strategy[28]

 義大利
- Giuseppe Donaldo Nicosia, convicted of bribery alongside former Senator Marcello Dell'Utri[1]

- Jean-Claude N'Da Ametchi, associate of former President Laurent Gbagbo[1]

- Nurali Aliyev, grandson of President Nursultan Nazarbayev[1]

 马来西亚
- 纳吉·阿都拉萨，马来西亚首相，前马来西亚首相敦阿都拉萨之子。[1]

 墨西哥
- Juan Armando Hinojosa, "favourite contractor" of President Enrique Peña Nieto[1]

 摩洛哥
- Mounir Majidi, personal secretary of King Mohammed VI[1]

 巴基斯坦
- Maryam Nawaz, Hasan Nawaz Sharif and Hussain Nawaz Sharif, children of Prime Minister Nawaz Sharif[1]

 俄羅斯
- 大提琴家谢尔盖·罗尔杜金（Сергей Ролдугин）、商業寡头阿卡迪·罗滕贝格（Аркадий Ротенберг）和鲍里斯·罗滕贝格（Борис Ротенберг）：总统弗拉基米尔·普京的密友[1]

 塞内加尔
- Mamadou Pouye, friend of Karim Wade, himself the son of former President Abdoulaye Wade[29]

 南非
- 库鲁布斯·祖马（英语：Khulubuse Zuma）：總統雅各布·祖马的侄子[30]

- 盧載憲（朝鲜语：노재헌）：大韩民国前总统卢泰愚之子[31]

 西班牙
- Pilar de Borbón, sister of former King Juan Carlos I[32]
- Micaela Domecq Solís-Beaumont, wife of Miguel Arias Cañete, European Commissioner for Climate Action and Energy and former Spanish Minister of Agriculture, Food and Environment[33]

 叙利亚
- 拉米·馬赫盧夫及哈菲茲·馬赫盧夫：總統巴沙爾·阿薩德的表弟[1]

 中華民國
- 蔡瀛陽：總統蔡英文的哥哥[34]。

 英国
- 伊恩·卡梅伦（英语：Family of David Cameron）：首相戴维·卡梅伦之父[35]

 联合国
- 科喬·安南（英语：Kojo Annan）：第七任联合国秘书长科菲·安南的儿子[1]

## 足球管理機構相關者
Named individuals connected with the world governing body of association football, FIFA, include:
- Eugenio Figueredo, former President of CONMEBOL and Vice President and member of the ethics committee of FIFA[36]
- Hugo and Mariano Jinkis, Argentine businessmen also implicated in the 2015 FIFA corruption case[37]
- Juan Pedro Damiani, member of the FIFA Ethics Committee[37]
- 米歇尔·普拉蒂尼, former President of UEFA[37]
- Jérôme Valcke, former Secretary General of FIFA[37]

運動員包括
- Mattias Asper, Valeri Karpin, 尼哈特·卡赫维奇, 塔伊丰·科尔库特, 达尔科·科瓦切维奇, Gabriel Schürrer and Sander Westerveld had accounts created by 皇家社会 and its president(s) principally Iñaki Otegui, under the leadership of José Luis Astiazarán, Miguel Fuentes, María de la Peña, Juan Larzábal and Iñaki Badiola[38]
- 加夫列尔·海因策, Argentine former footballer, account (with his mother) during Manchester United years[38]
- 利昂内尔·梅西：阿根廷國家足球隊隊員，目前效力於巴塞隆納足球俱樂部；及其父豪尔赫·梅西[36]
- 白賴仁·史甸·尼路臣, former Danish footballer and sports director of Aarhus Gymnastikforening[39]
- 馬克·列柏, retired Danish footballer[39]
- 克拉伦斯·西多夫：前荷兰球员[1]
- 里安納度·烏路亞, Argentine professional footballer[38]
- 伊万·萨莫拉诺, retired Chilean football striker, account during Real Madrid years[38]

## 其他人物
- 佩德罗·阿莫多瓦：西班牙電影導演、編劇、製片人[40]
- 奥古斯汀·阿莫多瓦（Agustín Almodóvar）：西班牙電影製片人，導演佩德罗·阿莫多瓦的弟弟[40]
- Amitabh Bachchan, Indian actor[41]
- Aishwarya Rai Bachchan, Indian actress and former Miss World.[41]
- Vinod Adani, Indian businessman[42]
- K P Singh, Indian businessman[43]
- Hollman Carranza, son of Víctor Carranza[44]
- Rathan Chadra, Owner of Mexx clothes[1]
- 成龙：香港演员[45][46]
- 卢卡·克劳德洛·迪·蒙特泽莫罗：意大利商人，政治家，原法拉利公司主席[47][48]
- Franco Dragone, theatre director, known for his work for Cirque du Soleil[49]
- Nick Faldo, English professional golfer on the PGA European Tour, now mainly an on-air golf analyst [50]
- Solomon Humes, Bahamian Bishop of a small denomination[51]
- Marianna Olszewski, American financial author and life coach.[52]
- 尼科·罗斯伯格：梅赛德斯AMG车队德国F1车手[53]
- 吴奇隆：台湾演员[54]
- 愛瑪·華生：英國演員、模特兒及社會活動家。[55]

## 外部連結
- 国际调查记者同盟（ICIJ）網站上發佈的列表 （页面存档备份，存于）（英文）
- 按涉及人物所屬國家劃分的地圖（英文）